# Rhinopteraspis
Il rinopteraspide (gen. Rhinopteraspis) è un pesce agnato appartenente agli eterostraci. Visse nel Devoniano inferiore (circa 415 - 405 milioni di anni fa) e i suoi resti fossili sono stati ritrovati in Europa.

## Descrizione
Questo animale era molto simile al ben noto Pteraspis, e come quest'ultimo era dotato di testa e tronco racchiusi in un'armatura spessa, sia nella parte superiore che nella parte inferiore del corpo. Il muso si allungava in un rostro estremamente allungato, più lungo dell'armatura stessa. In egual modo, nella parte posteriore della superficie dorsale dell'armatura era inserita una spina allungatissima, ben più lunga di quella presente in Pteraspis. Il corpo scaglioso terminava in una pinna caudale ipocerca. Rhinopteraspis poteva raggiungere una lunghezza di circa 30 centimetri.

## Classificazione
Il genere Rhinopteraspis venne descritto per la prima volta da Otto Jaekel nel 1919 sulla base di resti fossili precedentemente ascritti al genere Pteraspis. La specie tipo è Rhinopteraspis dunensis, proveniente da terreni del Devoniano inferiore della Germania. Altre specie, R. cornubica e R. crouchi, rinvenute in Gran Bretagna, potrebbero essere identiche alla specie tipo. Altri fossili appartenenti a questo genere sono stati ritrovati in Polonia, Ucraina e Belgio. 
Rhinopteraspis è un tipico membro degli eterostraci, un gruppo di pesci senza mascelle dotati di due scudi (inferiore e superiore) che racchiudevano la metà anteriore del corpo e tutta la testa. Rhinopteraspis, in particolare, era uno stretto parente del ben noto Pteraspsis. 

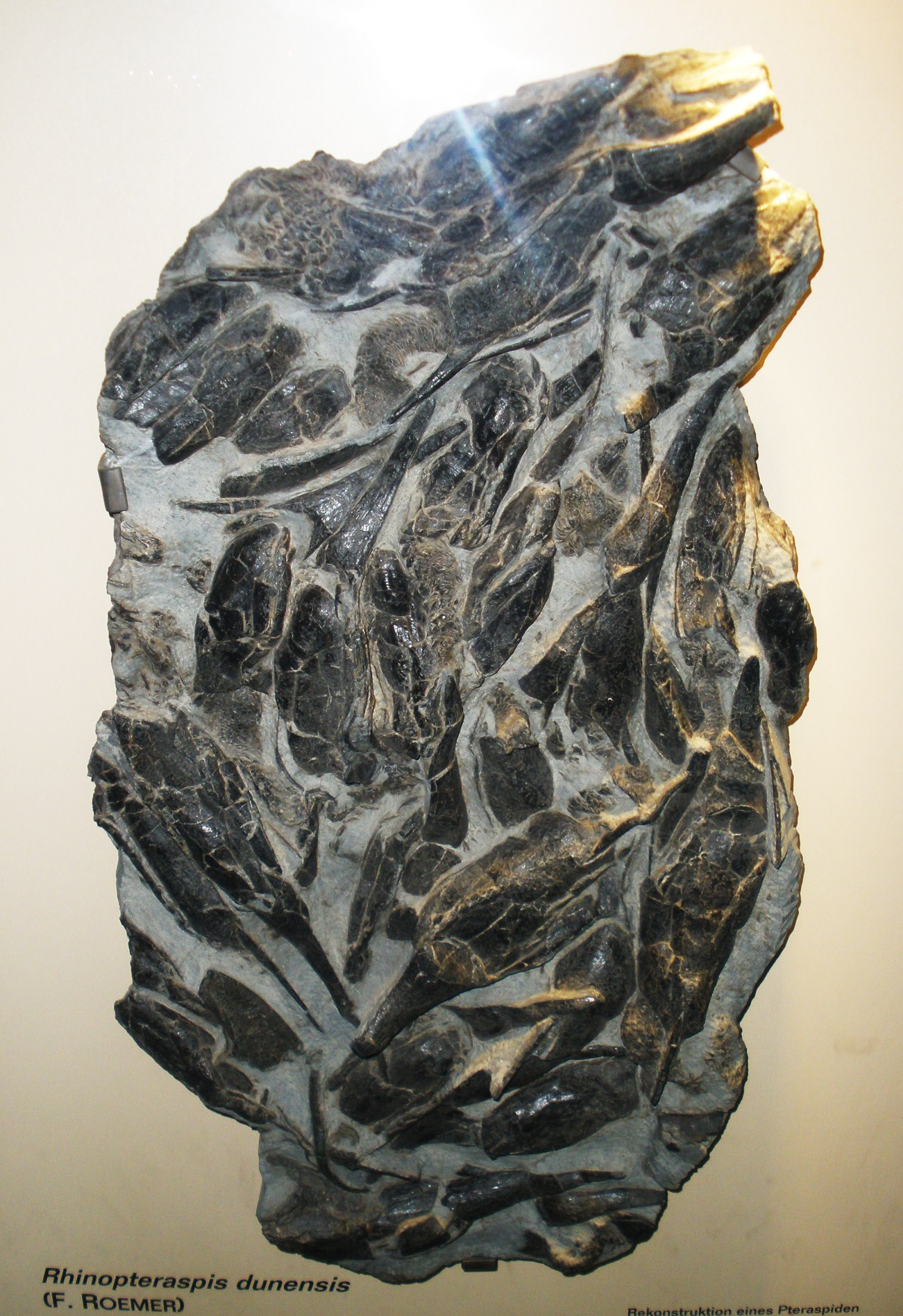
Numerosi fossili di Rhinopteraspis dunensis

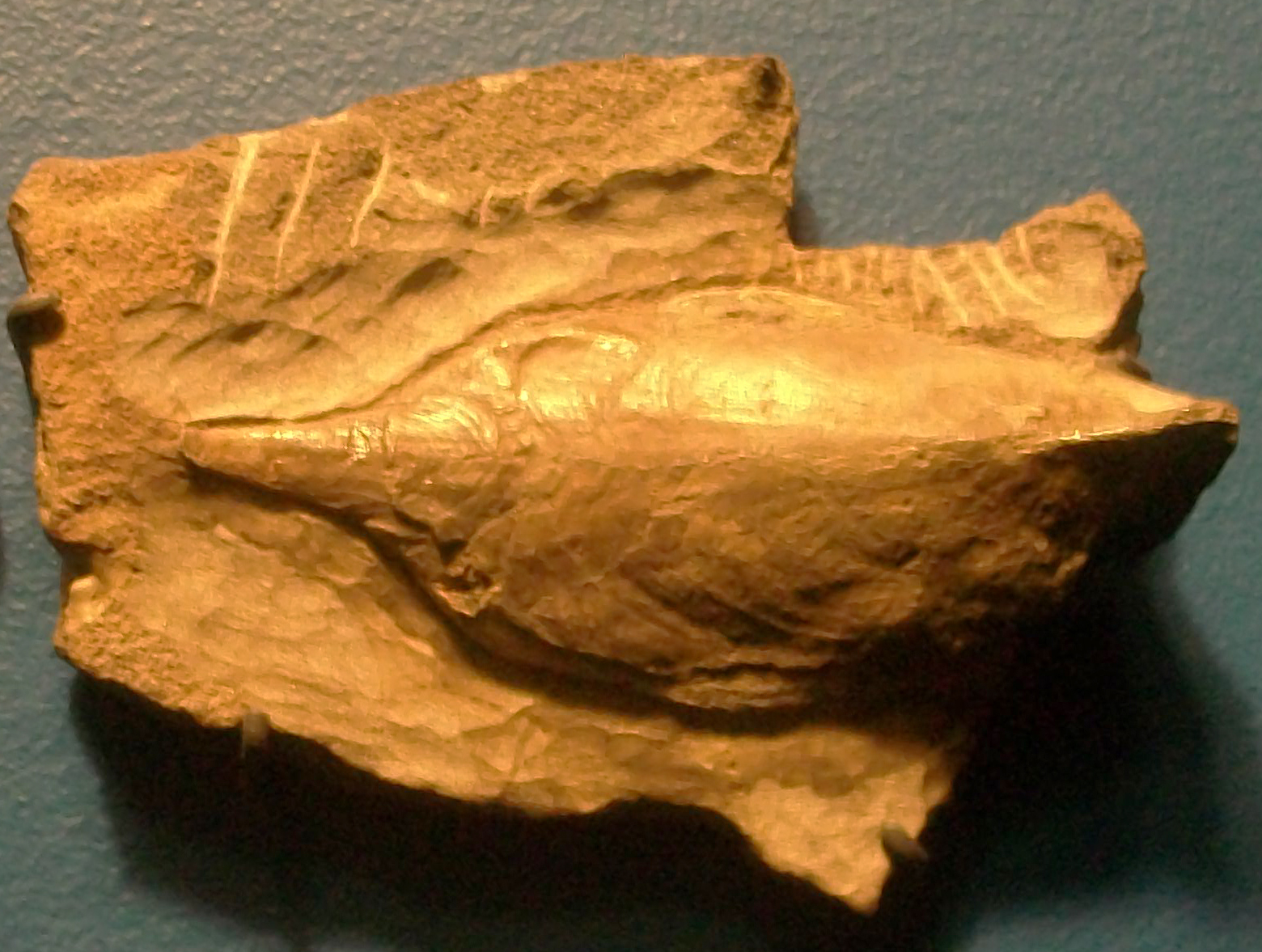
Fossile di Rhinopteraspis crouchi

## Paleobiologia
Probabilmente Rhinopteraspis viveva nei pressi del fondale, ed era un discreto nuotatore. Non è chiaro a cosa servisse il lungo rostro anteriore; forse aveva una funzione idrodinamica. Sono stati ritrovati numerosi esemplari della specie Rhinopteraspis dunensis accumulati uno insieme all'altro; è probabile che questo indichi una mortalità di massa, forse dovuta a un'improvvisa anossia della zona in cui vivevano.